# بخش دولو
بخش دولو یک منطقهٔ مسکونی در سومالی است که در جدو واقع شده‌است. بخش دولو ۱۰۱٬۷۸۲ نفر جمعیت دارد.